# دینا الودیدی
دینا الودیدی (زاده ۱ اکتبر ۱۹۸۷) خواننده، آهنگساز و بازیگر مصری است. دینا نوازندهٔ اصلی یک بند موسیقی شناخته‌شده است که به‌طور گسترده بر تلفیق موسیقی محلی مصر و موزیک بین‌المللی متمرکز هستند.

## اوایل زندگی
دینا در جیزه مصر به دنیا آمد و رشد یافت. او رشتهٔ ادبیات شرقی، با گرایش ادبیات ترکی و فارسی، را در دانشگاه قاهره دنبال کرد و در سال ۲۰۰۸ میلادی با اخذ مدرک خود، فارغ‌التحصیل شد و مدتی را به عنوان مترجم و راهنمای تور در مصر گذراند.
دینا کار خود را به عنوان خواننده با پیوستن به کارگاه تئاتری در سال ۲۰۰۸ آغاز کرد. او چندین نوع موسیقی سنتی را با کمک ماجد سلیمان آزمود اما کار تئاتر را ترک کرد و سپس با چندین نوازنده مستقل مصری مانند فتحی سلامه، برنده جایزه گرمی، و کاملیا جبران شروع به همکاری کرد.

## استعداد
دینا پس از ترک محیط نمایشی، یک گروه موسیقی با ۶ عضو تأسیس کرد و در سال ۲۰۱۱ گروه او به شهرت رسید؛ به ویژه در کوران انقلاب ۲۵ ژانویه مصر. او در جریان انقلاب‌های بهار عربی آهنگ «بگذارید به رؤیا بپردازیم» را خواند که ترانه‌ای در مورد مصر و تونس است و او ترانه را به عنوان هنرمندی به نمایندگی از مصر، با همکاری گروه تونسی مسار اجباری و تامر شلبی و با همراهی مهدی رباح ، امین دریدی و محمد بن جماع خواند.

### پروژه نیل
در سال ۲۰۱۳، دینا بخشی از «پروژه نیل» بود، یک انجمن فرهنگی برای خوانندگان و متفکران مصری؛ در این پروژه او آهنگ خود «یا جنوبی» را منتشر کرد، که در آن نشان داد تا چه حد زندگیش تحت تأثیر رود نیل قرار گرفته است.

### ترانه‌شناسی
- اغان من ربیع مسروق (ترانه‌های بهار دزدیده)[۴]
- تدور و ترجع (دور زدن و برگشت)[۵]